# Нечес Ривър
Нечес Ривър (на английски: Neches River) е река в щата Тексас, САЩ.
Извира източно от Колфакс в източната част на окръг Ван Занд и тече 669 км. на югоизток до вливането си в езерото Сабин, североизточно от Порт Артър. Два големи водоема са разположени на реката – езерото Палестина северно от Къни и езерото Б. А. Стийнхаген близо до Таун Блъф. Един малък водоем, езерото Райн се намира над езерото Палестина.

## География
Водосборният басейн на реката възлиза на 10 011 квадратни мили. Основни притоци са река Анджелина, която заема една трета от площта на басейна, Байо ла Нана, Айиш Байо, Пайн Айлънд Байо, Вилидж Крийк, Кикапу Крийк, и Флат Крийк. През 1980 г. населението в басейна на реката е 506 300 души. Тайлър е най-големият град в басейна. Други градове са Бюмонт, Лъвкин, и Накогдочес. В горното си течение реката пресича възвишения покрити с дълбоки пясъчни наноси, глинести пясъци и пясък. Различни широколистни видове дървета растат в целия регион. В долното си течение Нечес тече през обикновено равен терен със субстрат, съставен от пясък, чакъл и кал. Растителността в тази област се състои до голяма степен от водно – толерантна твърда дървесина, иглолистни дървета и треви. Високите нива на валежите в региона водят до чести наводнения в ниско разположените райони. Големи наводнения има средно веднъж на всеки 5 години и заемат дълъг период от време.

## История
Басейна на реката отдавна е обитаван от хора. Археологическите разкопки са открили доказателства за всеки етап от югоизточното индианско развитие като се започне с културата Кловис преди 12 000 години. Индианското развитие достига своя връх след пристигането на хората кадо около 780 г. В началото на периода кадо, до около 1260 г. се развива строителството на могили. Преъри маунд в окръг Чероки е по примера на строителството на могили на културата Мисисипи. В края на периода кадо, Преъри маунд е изоставена, но многобройните разкопки показват продължаващо присъствие на хората кадо в района до началото на историческата епоха. Когато първите европейци идват в района през 16 век, те срещат различни племена от конфедерацията Хасинаи, живеещи по горното течение на реката, която те наричат Снежната река или Река на снеговете. Предполага се, че реката получава сегашното си име от испанския изследовател Алонсо де Леон, който ръководи няколко експедиции в региона в края на 1680те. Де Леон нарича реката Нечес, по името на индианците нече, едно от най-южните племена на Конфедерацията Кадо, които среща по бреговете на реката.
На ранните испански карти от 18 век, реката е отбелязана под различни имена като Рио Mексикано, Рио де лос Tеяс, или Рио дел Архангел Сан Мигел. На много от тези карти Нечес е объркана със Сабин или други потоци в региона. Хосе Антонио Пикардо, който прави проучване на границата между Луизиана и Тексас през първото десетилетие на 19 век, разрешава това объркване от миналото, като посочва, че наименованията на двете реки – Нечес или Рио де Ниевас е западната, а Рио де Сабинас е източната.

## Развитие
Въпреки опитите на испанците да колонизират района, европейците не влизат в басейна на Нечес до 1820 г., когато англо – американците от южните части на САЩ започват да се заселват там. Многобройни ръчно задвижвани фериботи са пуснати по протежение на реката през 1830-те и 1840-те, което спомага заселването на региона. При първото си пътуване до Тексас, Стивън Остин признава потенциала на Нечес като средство за транспорт. През 1830те и 1840те са използвани плоскодънни баржи, за да се извозват памук и други земеделски продукти надолу по реката до Сабин Бей, където са товарени на големи кораби за транспорт до Ню Орлиънс, Галвестън, и други пристанища. Процъфтяващата търговия по реките Нечес и Сабин, която също се влива в Сабин Бей, допринася за развитието на Бюмонт и Порт Артър. Първите параходи започват да плават по реката в края на 1840те. Корабите продължават да се движите до 1890 г., а от 1870те и 1880те постепенно са заменени от железницата.
В края на 19 и началото на 20 век горната част на речния басейн е подложена на интензивна сеч. Многобройни дъскорезници са построени по протежение на реката и нейните притоци, а надолу по течението, в заливните зони започва да се отглежда интензивно ориз. След 1901 г. басейна на Нечес започва да се изследва за наличие на петрол. Растежът на петролната индустрия води до развитието на Бюмонт – Порт Артър – Ориндж като основно място за рафиниране на нефт и преработка и доставка на петролни продукти.
Вследствие на това развитие, преди чистите води на реката стават все по-мръсни. Тъй като повече от 75% от площта на горната част на басейна е покрита с гори, разлагащата се растителност естествено замърсява реката, но петролни рафинерии и химически заводи замърсяват реката с токсични отпадъци. От началото на 1970те повече от 284 000 тона отпадъци са изхвърляни в реката всеки ден. Впоследствие са положени усилия за почистването и, но в началото на 1990те проблемът със замърсяването продължава, особено в долното течение на реката.